# Stoenești (Argeș)
Stoeneşti é uma comuna romena localizada no distrito de Argeş, na região de Muntênia. A comuna possui uma área de 109.21 km² e sua população era de 4563 habitantes segundo o censo de 2007.